# تشيس رايت
تشيس رايت (بالإنجليزية: Chase Wright)‏ هو لاعب كرة قاعدة أمريكي، ولد في 8 فبراير 1983 في ويتشيتا فولز في الولايات المتحدة.

## وصلات خارجية
- تشيس رايت على موقع دوري كرة القاعدة الرئيسي (الإنجليزية)
- تشيس رايت على موقعبيزبول رفرنس.كوم (الدوري الرئيسي) (الإنجليزية)
- تشيس رايت على موقعبيزبول رفرنس.كوم (الدوري الثانوي) (الإنجليزية)
- تشيس رايت على موقع إي إس بي إن.كوم (أم.أل.بي) (الإنجليزية)
- تشيس رايت على موقع مشجعي الرسوم البيانية (الإنجليزية)